# Dragomir Malić
Dragomir Malić, bosansko-hercegovski inženir, akademik in pedagog, * 1913, Oštra Luka, † 1979.
Malić je bil sprva profesor na Tehniški fakulteti v Beogradu (1941–1975), na Rudarsko-geološki fakulteti, Tehnološko-metalurški fakulteti, Strojni fakulteti in Elektrotehniški fakulteti.
Pozneje se je preselil v Banjaluko, kjer je bil med letoma 1975 in 1979 prvi rektor Univerze v Banjaluki.
Bil je tudi dopisni član Akademije znanosti in umetnosti Bosne in Hercegovine